# سرده نماد
در طبقه‌بندی زیستی، اصطلاح سرده نماد (type genus) به معنای سرده‌ای است که در میان تیره و خانواده خود سرده (جنس) نمونه و بارز به‌شمار می‌آید که ابتدا بر اساس آن سرده شناخته شد.
سَرده واژه‌ای فارسی به معنی رده (و احتمال ترکیب سر + رده) است و در تقسیم‌بندی‌های جانورشناسی معادل جنس (Genus) به کار می‌رود. بسیاری از سرده‌ها خود نیز به زیرسرده‌هایی تقسیم می‌شوند.